# Americas Rugby Championship 2009
El Americas Rugby Championship de 2009 fue la primera edición del torneo, y la única en la que participaron selecciones provinciales de Canadá.
Se determinó dos grupos, en uno participaron 4 equipos creados para el torneo, representado a una provincia o a una región de Canadá, jugaron todos contra todos, y los clasificados en el primer y segundo puesto jugaron una semifinal. La otra semifinal la disputaron los segundos seleccionados de Argentina y Estados Unidos, Jaguares y USA Select XV respectivamente. A la final clasificaron el equipo de Columbia Británica por el lado canadiense y los Jaguares argentinos por el otro, estos últimos vencieron el partido y levantaron la primera copa.

## Equipos participantes
| - Columbia Británica (BC Bears) - Ontario (Ontario Blues) - Praderas canadienses (Prairie Wolf Pack) - San Juan de Terranova (The Rock) | - Argentina (Los Jaguares) 1- Federico Merlo, 2- Agustín Creevy (capitán), 3- Maximiliano Bustos, 4- Mariano Galarza, 5- Hugo Schierano, 6- Leonardo Senatore, 7- Rodrigo Bruno, 8- Benjamín Macome, 9- Francisco Cubelli, 10- Benjamín Urdapilleta, 11- Paolo Mac, 12- Horacio San Martín, 13- Martín Bustos Moyano, 14- Joaquín Lucchetti, 15- Joaquín Tuculet, 16- Matías Narváez, 17- Esteban Bustillo, 18- Carlos Cáceres, 19- Rodrigo Báez, 20- Hernán Olivari, 21- Nicolás Sánchez, 22- Facundo Vega. - Estados Unidos (USA Select XV) |

## División canadiense

### Posiciones
| Pos. | Equipo            | Encuentros | Encuentros | Encuentros | Encuentros | Tantos  | Tantos    | Tantos     | Puntos Bonus | Puntos Totales |
| Pos. | Equipo            | jugados    | ganados    | empatados  | perdidos   | a favor | en contra | diferencia | Puntos Bonus | Puntos Totales |
| ---- | ----------------- | ---------- | ---------- | ---------- | ---------- | ------- | --------- | ---------- | ------------ | -------------- |
| 1    | BC Bears          | 3          | 3          | 0          | 0          | 89      | 45        | + 44       | 2            | 14             |
| 2    | Ontario Blues     | 3          | 1          | 0          | 2          | 69      | 48        | + 21       | 3            | 7              |
| 3    | The Rock          | 3          | 1          | 0          | 2          | 43      | 63        | - 20       | 2            | 6              |
| 4    | Prairie Wolf Pack | 3          | 1          | 0          | 2          | 51      | 96        | - 45       | 0            | 4              |

Nota: Se otorgan 4 puntos al equipo que gane un partido, 2 al que empate y 0 al que pierda
Puntos Bonus: 1 punto por convertir 4 tries o más en un partido y 1 al equipo que pierda por no más de 7 tantos de diferencia
|  | Clasifican a la semifinal enfrentándose entre ellos |

## Semifinales
| 10 de octubre | BC Bears | 12 - 8 | Ontario Blues | MacDonald Park, Victoria, Canadá |  |

| 10 de octubre | USA Select XV | 10 - 57 | Jaguares | Glendale Infinity Park, Glendale, Estados Unidos |  |

## Finales

### 3º puesto
| 17 de octubre | Ontario Blues | 27 - 24 | USA Select XV | Fletcher's Fields, Toronto, Canadá |  |

### 1º puesto
| 17 de octubre | BC Bears | 11 - 35 | Jaguares | Fletcher's Fields, Toronto, Canadá |  |

| Bandera de Argentina |
| Campeón Jaguares     |
| Primer título        |

## Partido de exhibición
| 21 de octubre | Canadá A | 16 - 42 | Jaguares |  |  |
|               |          | Reporte |          |  |  |